# 찰리 베이커
찰스 드웨인 베이커 주니어(Charles Duane Baker Jr., 1956년 11월 13일 ~ )은 미국의 정치인으 제72대 매사추세츠 주지사를 지냈다.

## 학력
- 하버드 대학교 인문사회 학사
- 노스웨스턴 대학교 경영학 석사

## 경력
- 1992.10 ~ 1994.11 매사추세츠주 건강복지부 장관
- 1994.11 ~ 1998.09 매사추세츠주 행정금융부 장관
- 2015.01 ~ 2023.01 제72대 매사추세츠 주지사
- 2023.03 ~ 제6대 전미 대학 체육 협회 회장

## 역대 선거 결과
| 선거명      | 직책명            | 대수 | 정당   | 득표율 | 득표수      | 결과 | 당락                   |
| ----------- | ----------------- | ---- | ------ | ------ | ----------- | ---- | ---------------------- |
| 2010년 선거 | 매사추세츠 주지사 | 72대 | 공화당 | 42.01% | 964,866표   | 2위  | 낙선                   |
| 2014년 선거 | 매사추세츠 주지사 | 72대 | 공화당 | 48.40% | 1,044,573표 | 1위  | 매사추세츠 주지사 당선 |
| 2018년 선거 | 매사추세츠 주지사 | 72대 | 공화당 | 66.60% | 1,781,341표 | 1위  | 매사추세츠 주지사 당선 |